# Leonard Hohensee
Leonard Hohensee (ur. 9 marca 1913 w Międzyrzeczu, zm. 26 stycznia 1987 w Warszawie) – polski prawnik i ekonomista, wykładowca, poseł na Sejm PRL III kadencji (1961–1965). 

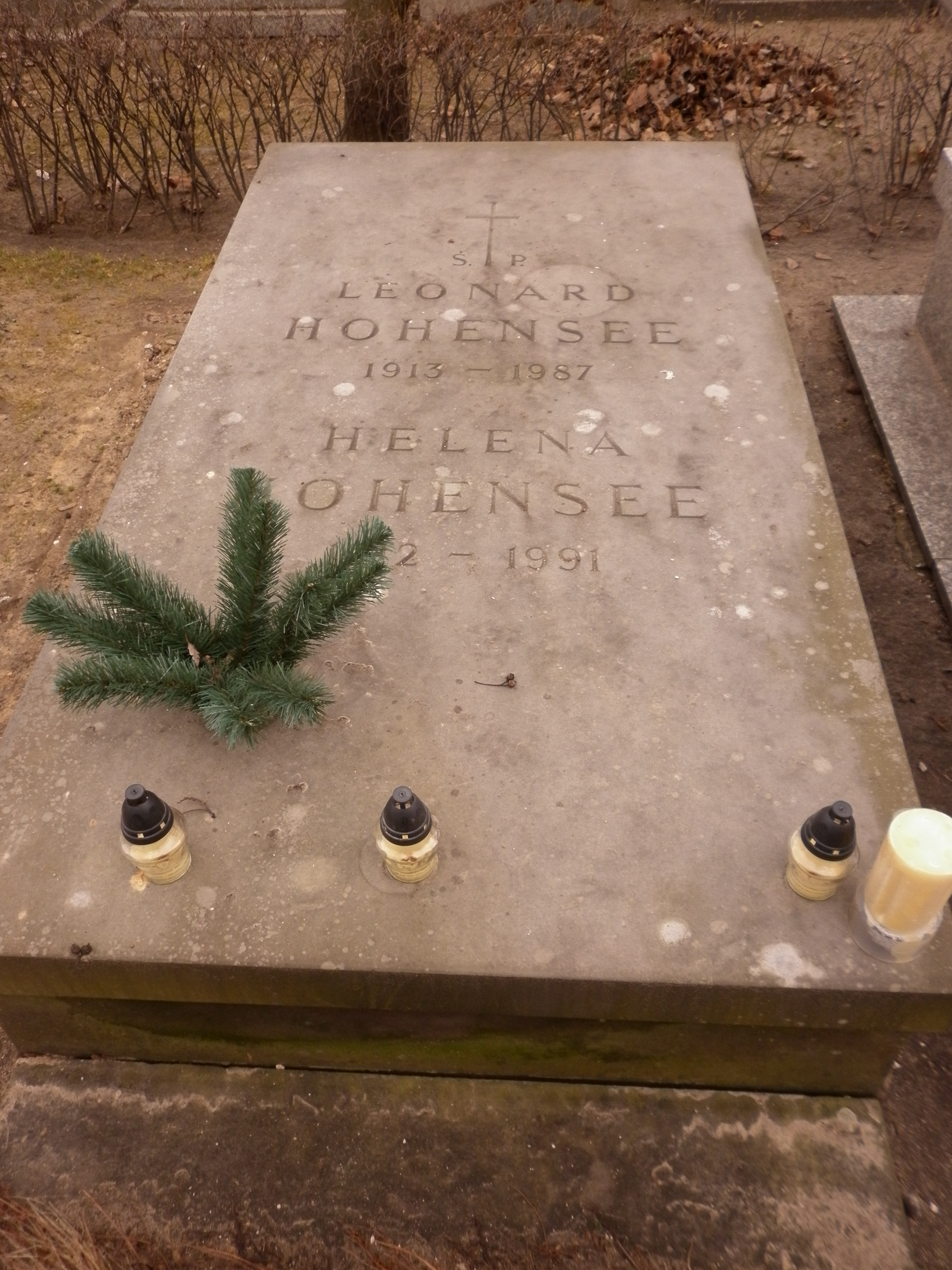
Nagrobek Lonarda Hohensee

## Życiorys
Urodził się w rodzinie Apolinarego Hohensee, który był z zawodu prawnikiem i Zofii. Po ukończeniu gimnazjum w Poznaniu studiował na Wydziale Prawno-Ekonomicznym Uniwersytetu Poznańskiego. Został zatrudniony w „Dzienniku Poznańskim”. Na jesieni 1938 przeprowadził się do Gdyni, gdzie objął funkcję referenta ds. gospodarczych w Biurze Planowania Regionalnego. W 1941 władze niemieckie wysiedliły go z Prus Zachodnich. Zamieszkał w Częstochowie, w której pracował w Izbie Przemysłowo-Handlowej. Po 1945 sprawował funkcję szefa wydziału przemysłu w Prezydium Miejskiej Rady Narodowej. Wykładał w Wyższej Szkole Administracyjno-Handlowej, był dyrektorem Katedry Ekonomiki Handlu i Żywienia Zbiorowego na tej uczelni. Od 1951 do 1953 sprawował również funkcję rektora tej placówki, przekształconej w Wyższą Szkołę Ekonomiczną.
Od 1948 działał w Stronnictwie Demokratycznym, w latach 50. należał do władz lokalnych struktur SD w aparacie partyjnym w Częstochowie, Kielcach i Katowicach. W Centralnym Komitecie SD pełnił funkcje Kierownika Zespołu ekonomicznego (od 1957), członka (od 1958), sekretarza (1961–1965) i członka prezydium (1973–1974). Z ramienia SD pełnił mandat radnego Wojewódzkiej Rady Narodowej w Kielcach, a po włączeniu Częstochowy w skład województwa śląskiego w Katowicach. W 1961 uzyskał mandat posła na Sejm PRL III kadencji z okręgu Częstochowa. Zasiadał w Komisji Planu Gospodarczego, Budżetu i Finansów jako jej wiceprzewodniczący. Był współtwórcą i pierwszym prezesem Centralnego Związku Rzemiosła w latach 1972–1974, członkiem Komisji Historycznej przy CZR.
Odznaczony m.in. Orderem Sztandaru Pracy I i II klasy, Krzyżami Kawalerskim i Komandorskim Orderu Odrodzenia Polski, Złotym Krzyżem Zasługi, Medalem 10-lecia Polski Ludowej (1955), Złotym Medalem im. Jana Kilińskiego, Odznaką „Zasłużonemu Działaczowi Stronnictwa Demokratycznego”.
Był żonaty z Heleną Ciszewską (1912–1991). Miał brata Bogdana (1921–1942), zabitego w czasie II wojny światowej przez Niemców. Został pochowany na Cmentarzu Komunalnym na Powązkach (kwatera B31-tuje-9).